# Vzpomínky na lásku
Vzpomínky na lásku (v korejském originále 내 머리 속의 지우개, Nae meorisokuj čiukae; anglicky A Moment to Remember) je jihokorejský film z roku 2004 založený na japonském televizním dramatu Pure Soul (2001). V hlavních rolích se představili Son Je-čin a Čunk Wu-sunk a zaměřuje se na břemeno ztráty způsobené Alzheimerovou chorobou a jeho vyrovnání se s ním. 
Film byl vydán 5. listopadu 2004 v Jižní Koreji. Na domácím trhu zaznamenal velký úspěch, když po dobu dvou po sobě jdoucích týdnů se stal pátým filmem roku 2004 s 2 565 078 prodanými vstupenkami. Film se stal také hitem v Japonsku.
V roce 2005 John H. Lee a Kim Young-ha vyhráli v kategorii nejlepší adaptovaný scénář na předávání cen Grand Bell Awards.

## Obsah
Kim Su-čin je 27letá módní návrhářka, která zrovna ukončila vztah s ženatým mužem. V depresi potkává Choi Chul-sooa, který, jak později zjistí, pracuje jako dělník v otcově firmě a jeho snem je stát se architektem. I přes zjevné rozdíly ve společenském postavení se do sebe zamilují a nakonec od rodičů dostávají souhlas k sňatku. Postupem času se množí případy, kdy Su-čin vypadává paměť, až zapomene i jak se dostat domů. Později se mladí manželé dozví zdrcující diagnózu - Su-čin trpí Alzheimerovou chorobu s časným nástupem.         

## Obsazení
| Son Je-čin        | Kim Su-čin            |
| Jung Woo-Sung     | Choi Chul-soo         |
| Baek Jong-hak     | Seo Yeong-min         |
| Lee Seon-jin      | Jung An-na            |
| Park Sang-gyu     | pan Kim               |
| Kim Hee-ryeong    | matka                 |
| Seon Ji-hyun      | Jeong-eun             |
| Kim Bu-seon       | madam Oh              |
| Kim Joong-ki      | sekční šéf Cha        |
| Hyun Young        | Ju-na                 |
| Park Mi-suk       | Ji-hyun               |
| Shin Cheol-jin    | manažer Park          |
| Jin Yong-ok       | konstrukční pracovník |
| Shin Hyun-tak     | konstrukční pracovník |
| Kwon Byeong-kil   | Ph.D Lee              |
| Oh Kwang-rok      |                       |
| Jung Min-sung     | kolemjdoucí           |
| Choi Gyo-sik      | úředník               |
| David Lee McInnis | model                 |